# Tricoryna chalcoponerae
Tricoryna chalcoponerae är en stekelart som beskrevs av Charles Thomas Brues 1934. Tricoryna chalcoponerae ingår i släktet Tricoryna och familjen Eucharitidae. Inga underarter finns listade i Catalogue of Life.